# Temporada 1998 de Fórmula 3000 Internacional
La temporada 1998 de Fórmula 3000 Internacional fue la 14.º de dicha categoría. Comenzó el 10 de abril en Oschersleben y finalizó en Nürburgring el 26 de septiembre. Juan Pablo Montoya logró el Campeonato de Pilotos.

## Escuderías y pilotos
| Escudería                 | N.º | Piloto              | Rondas     |
| ------------------------- | --- | ------------------- | ---------- |
| Super Nova Racing         | 1   | Juan Pablo Montoya  | Todas      |
| Super Nova Racing         | 2   | Boris Derichebourg  | Todas      |
| Den Blå Avis              | 3   | Jason Watt          | Todas      |
| Den Blå Avis              | 4   | Gareth Rees         | Todas      |
| Edenbridge Racing         | 5   | Max Wilson          | Todas      |
| Edenbridge Racing         | 6   | Werner Lupberger    | Todas      |
| DAMS                      | 7   | Jamie Davies        | Todas      |
| DAMS                      | 8   | Grégoire de Galzain | Todas      |
| Auto Sport Racing         | 9   | Rui Águas           | 1          |
| Auto Sport Racing         | 9   | Dino Morelli        | 2-5        |
| Auto Sport Racing         | 9   | Tomáš Enge          | 8-12       |
| Auto Sport Racing         | 10  | Oliver Martini      | Todas      |
| Team Astromega            | 11  | Gastón Mazzacane    | Todas      |
| Team Astromega            | 12  | Gonzalo Rodríguez   | Todas      |
| Draco Engineering         | 14  | Bruno Junqueira     | Todas      |
| Draco Engineering         | 15  | Giovanni Montanari  | Todas      |
| Nordic Racing             | 16  | Fabrice Walfisch    | Todas      |
| Nordic Racing             | 17  | Brian Smith         | 1-6        |
| Nordic Racing             | 17  | Kevin McGarrity     | 7-9        |
| Nordic Racing             | 17  | Hidetoshi Mitsusada | 10-12      |
| Coloni Motorsport         | 18  | Giorgio Vinella     | 1-7, 9-12  |
| Coloni Motorsport         | 18  | Rui Águas           | 8          |
| Coloni Motorsport         | 19  | Thomas Biagi        | 1-2        |
| Coloni Motorsport         | 19  | Rui Águas           | 3-6        |
| Coloni Motorsport         | 19  | Oliver Tichy        | 7-12       |
| Durango Formula           | 20  | Bertrand Godin      | Todas      |
| Durango Formula           | 21  | Soheil Ayari        | Todas      |
| Arden Racing KTR          | 22  | Christian Horner    | Todas      |
| Arden Racing KTR          | 23  | Kurt Mollekens      | 1-8, 10-12 |
| Redman & Bright F3000     | 24  | Jonny Kane          | 1-4        |
| Redman & Bright F3000     | 24  | David Cook          | 7-9        |
| Redman & Bright F3000     | 25  | Mark Shaw           | Todas      |
| Bob Salisbury Engineering | 26  | Dino Morelli        | —          |
| Bob Salisbury Engineering | 27  | James Taylor        | —          |
| Apomatox                  | 28  | Stéphane Sarrazin   | Todas      |
| Apomatox                  | 29  | Marcelo Battistuzzi | Todas      |
| West Competition          | 30  | Nick Heidfeld       | Todas      |
| West Competition          | 31  | Nicolas Minassian   | 1-11       |
| West Competition          | 31  | Bas Leinders        | 12         |
| RTL Team Oreca            | 32  | Alex Müller         | Todas      |
| RTL Team Oreca            | 33  | Dominik Schwager    | Todas      |
| Prema Powerteam           | 34  | André Couto         | Todas      |
| Prema Powerteam           | 35  | André Gaidzinski    | —          |
| Prema Powerteam           | 35  | Paolo Ruberti       | 1-6        |
| Prema Powerteam           | 35  | Thomas Biagi        | 7-12       |
| GP Racing                 | 36  | Paolo Ruberti       | —          |
| GP Racing                 | 36  | Cyrille Sauvage     | 1-10       |
| GP Racing                 | 36  | James Taylor        | 11-12      |
| Raceprep Motorsport       | 37  | Kevin McGarrity     | 1-5        |
| G. S. Team                | 38  | Fabrizio Gollin     | Todas      |
| G. S. Team                | 39  | Cyrille Sauvage     | —          |
| Elide Racing              | 40  | Polo Villaamil      | 1, 3       |
| Fuente:                   |     |                     |            |

## Calendario
| Ronda   | Circuito                                     | País        | Fecha            |
| ------- | -------------------------------------------- | ----------- | ---------------- |
| 1       | Motorsport Arena Oschersleben, Oschersleben  | Alemania    | 10 de abril      |
| 2       | Autodromo Enzo e Dino Ferrari, Imola         | Italia      | 25 de abril      |
| 3       | Circuito de Barcelona-Cataluña, Montmeló     | España      | 9 de mayo        |
| 4       | Circuito de Silverstone, Silverstone         | Reino Unido | 16 de mayo       |
| 5       | Circuito de Mónaco, Montecarlo               | Mónaco      | 23 de mayo       |
| 6       | Circuito de Pau-Ville, Pau                   | Francia     | 1 de junio       |
| 7       | A1-Ring, Spielberg                           | Austria     | 25 de julio      |
| 8       | Hockenheimring, Hockenheim                   | Alemania    | 1 de agosto      |
| 9       | Hungaroring, Mogyoród                        | Hungría     | 15 de agosto     |
| 10      | Circuito de Spa-Francorchamps, Francorchamps | Bélgica     | 29 de agosto     |
| 11      | Autódromo de Pergusa, Pergusa                | Italia      | 6 de septiembre  |
| 12      | Nürburgring, Nürburg                         | Alemania    | 26 de septiembre |
| Fuente: |                                              |             |                  |

## Resultados
| Ronda | Ronda             | Pole Position      | Vuelta rápida      | Piloto ganador     | Escudería ganadora |
| ----- | ----------------- | ------------------ | ------------------ | ------------------ | ------------------ |
| 1     | Oschersleben      | Juan Pablo Montoya | Juan Pablo Montoya | Stéphane Sarrazin  | Apomatox           |
| 2     | Imola             | Juan Pablo Montoya | Gonzalo Rodríguez  | Jason Watt         | Den Blå Avis       |
| 3     | Barcelona         | Juan Pablo Montoya | Nick Heidfeld      | Juan Pablo Montoya | Super Nova Racing  |
| 4     | Silverstone       | Juan Pablo Montoya | Juan Pablo Montoya | Juan Pablo Montoya | Super Nova Racing  |
| 5     | Montecarlo        | Jason Watt         | Juan Pablo Montoya | Nick Heidfeld      | West Competition   |
| 6     | Pau               | Juan Pablo Montoya | Juan Pablo Montoya | Juan Pablo Montoya | Super Nova Racing  |
| 7     | Spielberg         | Soheil Ayari       | Soheil Ayari       | Soheil Ayari       | Durango Formula    |
| 8     | Hockenheim        | Nick Heidfeld      | Nick Heidfeld      | Nick Heidfeld      | West Competition   |
| 9     | Budapest          | Stéphane Sarrazin  | Nick Heidfeld      | Nick Heidfeld      | West Competition   |
| 10    | Spa-Francorchamps | Juan Pablo Montoya | Soheil Ayari       | Gonzalo Rodríguez  | Team Astromega     |
| 11    | Pergusa           | Nick Heidfeld      | Juan Pablo Montoya | Juan Pablo Montoya | Super Nova Racing  |
| 12    | Nürburgring       | Juan Pablo Montoya | Gonzalo Rodríguez  | Gonzalo Rodríguez  | Team Astromega     |

## Clasificaciones

### Sistema de puntuación
| Posición | 1.º | 2.º | 3.º | 4.º | 5.º | 6.º |
| Puntos   | 10  | 6   | 4   | 3   | 2   | 1   |

### Campeonato de Pilotos
| Pos.    | Piloto              | OSC | IMO | BAR | SIL | MON  | PAU | SPI | HOC | BUD | SPA | PER | NÜR | Puntos |
| ------- | ------------------- | --- | --- | --- | --- | ---- | --- | --- | --- | --- | --- | --- | --- | ------ |
| 1       | Juan Pablo Montoya  | 15  | Ret | 1   | 1   | 6    | 1   | 2   | 3   | 3   | 2   | 1   | 3   | 65     |
| 2       | Nick Heidfeld       | 2   | 4   | 26  | 2   | 1    | 3   | 7   | 1   | 1   | 4   | 2   | 9   | 58     |
| 3       | Gonzalo Rodríguez   | Ret | 3   | 21  | Ret | 2    | Ret | 4   | 11  | 7   | 1   | Ret | 1   | 33     |
| 4       | Jason Watt          | 7   | 1   | 7   | 3   | Ret  | Ret | 3   | 2   | 10  | 8   | Ret | 2   | 30     |
| 5       | Soheil Ayari        | Ret | Ret | 5   | Ret | DNQ  | Ret | 1   | Ret | Ret | 3   | 3   | Ret | 20     |
| 6       | Stéphane Sarrazin   | 1   | 24  | 15  | 24  | 4    | Ret | 8   | Ret | 2   | Ret | Ret | 19  | 19     |
| 7       | Kurt Mollekens      | Ret | 2   | 2   | 8   | 5    | 5   | 10  | Ret |     | DNQ | 8   | 4   | 19     |
| 8       | Gareth Rees         | Ret | Ret | Ret | 4   | Ret  | 4   | Ret | 6   | DNS | 12  | 4   | Ret | 10     |
| 9       | Max Wilson          | Ret | Ret | 6   | 5   | DNPQ | 2   | Ret | Ret | Ret | 13  | Ret | Ret | 9      |
| 10      | Jamie Davies        | 3   | 8   | 13  | 16  | 3    | Ret | Ret | 16  | 15  | 15  | 7   | 14  | 8      |
| 11      | André Couto         | Ret | 5   | 14  | Ret | Ret  | 6   | Ret | Ret | 5   | 14  | 9   | 5   | 7      |
| 12      | Boris Derichebourg  | 11  | 6   | 3   | 12  | Ret  | Ret | 15  | 7   | Ret | 17  | 11  | Ret | 5      |
| 13      | Nicolas Minassian   | Ret | 19  | Ret | 7   | 9    | 7   | 5   | Ret | 4   | 19  | 19  |     | 5      |
| 14      | Dominik Schwager    | 14  | 11  | 4   | 14  | 10   | DNQ | Ret | 14  | 18  | Ret | Ret | 7   | 3      |
| 15      | Thomas Biagi        | 4   | 10  |     |     |      |     | 12  | 10  | 13  | 10  | Ret | 12  | 3      |
| 16      | Kevin McGarrity     | DNQ | 14  | 27  | Ret | DNQ  |     | Ret | 4   | Ret |     |     |     | 3      |
| 17      | Oliver Martini      | 16  | 9   | 9   | Ret | DNPQ | 10  | 9   | 13  | 6   | 9   | 5   | Ret | 3      |
| 18      | Bruno Junqueira     | Ret | 16  | 16  | 9   | Ret  | Ret | 6   | 5   | Ret | Ret | 18  | Ret | 3      |
| 19      | Cyrille Sauvage     | 5   | Ret | 11  | Ret | 15   | Ret | 13  | Ret | 8   | 20  |     |     | 2      |
| 20      | Alex Müller         | Ret | Ret | 10  | 11  | Ret  | Ret | 11  | Ret | 20  | 5   | 20  | 13  | 2      |
| 21      | Gastón Mazzacane    | 6   | 7   | Ret | 6   | 12   | 9   | Ret | Ret | Ret | DNQ | 13  | Ret | 2      |
| 22      | Tomáš Enge          |     |     |     |     |      |     |     | 15  | 12  | 7   | Ret | 6   | 1      |
| 23      | Werner Lupberger    | Ret | 13  | 12  | 18  | 14   | Ret | 16  | 8   | 17  | 11  | 6   | Ret | 1      |
| 24      | Marcelo Battistuzzi | DNQ | 22  | Ret | Ret | Ret  | DNQ | 18  | Ret | 11  | 6   | Ret | Ret | 1      |
| 25      | Rui Águas           | 9   |     | 17  | 17  | 7    | Ret |     | Ret |     |     |     |     | 0      |
| 26      | Brian Smith         | 10  | Ret | Ret | 15  | 11   | 8   |     |     |     |     |     |     | 0      |
| 27      | Giovanni Montanari  | Ret | 15  | 8   | 13  | 13   | Ret | 14  | Ret | 19  | 16  | Ret | 10  | 0      |
| 28      | Dino Morelli        |     | Ret | 19  | 10  | 8    |     |     |     |     |     |     |     | 0      |
| 29      | Bertrand Godin      | 8   | Ret | 22  | 19  | Ret  | DNQ | 19  | 12  | 14  | 21  | 12  | 11  | 0      |
| 30      | Fabrice Walfisch    | 13  | 18  | 20  | Ret | DNQ  | DNQ | Ret | Ret | Ret | 22  | Ret | 8   | 0      |
| 31      | Oliver Tichy        |     |     |     |     |      |     | 22  | 9   | 9   | 18  | Ret | Ret | 0      |
| 32      | Grégoire de Galzain | DNQ | Ret | 18  | 23  | DNPQ | DNQ | Ret | 17  | Ret | 25  | 10  | 16  | 0      |
| 33      | Christian Horner    | Ret | 12  | Ret | Ret | 16   | DNQ | 17  | 18  | Ret | DNQ | 17  | 17  | 0      |
| 34      | Jonny Kane          | 12  | 21  | Ret | 20  |      |     |     |     |     |     |     |     | 0      |
| 35      | Fabrizio Gollin     | DNQ | 17  | DNQ | Ret | Ret  | DNQ | 21  | DNQ | Ret | DNQ | 14  | Ret | 0      |
| 36      | Giorgio Vinella     | DNQ | Ret | 25  | 22  | DNQ  | DNQ | Ret |     | 21  | DNQ | 15  | 22  | 0      |
| 37      | Hidetoshi Mitsusada |     |     |     |     |      |     |     |     |     | 23  | Ret | 15  | 0      |
| 38      | Mark Shaw           | Ret | 20  | Ret | Ret | DNPQ | DNQ | 20  | 19  | 16  | 24  | 16  | 18  | 0      |
| 39      | Paolo Ruberti       | DSQ | Ret | 23  | 21  | 18   | Ret |     |     |     |     |     |     | 0      |
| 40      | James Taylor        |     |     |     |     |      |     |     |     |     |     | 21  | 21  | 0      |
| 41      | Polo Villaamil      | DNQ |     | 24  |     |      |     |     |     |     |     |     |     | 0      |
| NC      | David Cook          |     |     |     |     |      |     | Ret | DNQ | DNS |     |     |     | 0      |
| NC      | Bas Leinders        |     |     |     |     |      |     |     |     |     |     |     | DNS | 0      |
| Pos.    | Piloto              | OSC | IMO | BAR | SIL | MON  | PAU | SPI | HOC | BUD | SPA | PER | NÜR | Puntos |
| Fuente: |                     |     |     |     |     |      |     |     |     |     |     |     |     |        |

| Color     | Resultado                                                               |
| --------- | ----------------------------------------------------------------------- |
| Oro       | Ganador                                                                 |
| Plata     | 2.ª plaza                                                               |
| Bronce    | 3.ª plaza                                                               |
| Verde     | Finalizó en los puntos                                                  |
| Azul      | Finalizó sin puntos                                                     |
| Azul      | NC - No clasificado                                                     |
| Violeta   | Ret - No terminó (Carrera)                                              |
| Rojo      | DNQ - No se clasificó                                                   |
| Negro     | DSQ - Descalificado                                                     |
| Blanco    | DNS - No empezó (carrera)                                               |
| Blanco    | WD - Retirado (fin de semana)                                           |
| Blanco    | C - Carrera cancelada                                                   |
| Sin color | DNP - Inscrito pero no participó                                        |
| Sin color | INJ - Lesionado                                                         |
| Sin color | EX - Excluido                                                           |
| Estado    | Resultado                                                               |
| Negrita   | Pole position                                                           |
| Cursiva   | Vuelta rápida                                                           |
| †         | Abandona, pero clasifica al completar el porcentaje requerido para ello |